# Philippe de Saint-Pol
Philippe de Bourgogne né le 25 juillet 1404, mort à Louvain le 4 août 1430, comte de Saint-Pol et comte de Ligny (1415-1430) et à partir du 17 avril 1427 duc de Brabant, de Lothier et de Limbourg. Il est le fils d'Antoine de Brabant, mort à la bataille d'Azincourt, et de Jeanne de Luxembourg-Saint-Pol († 1407).

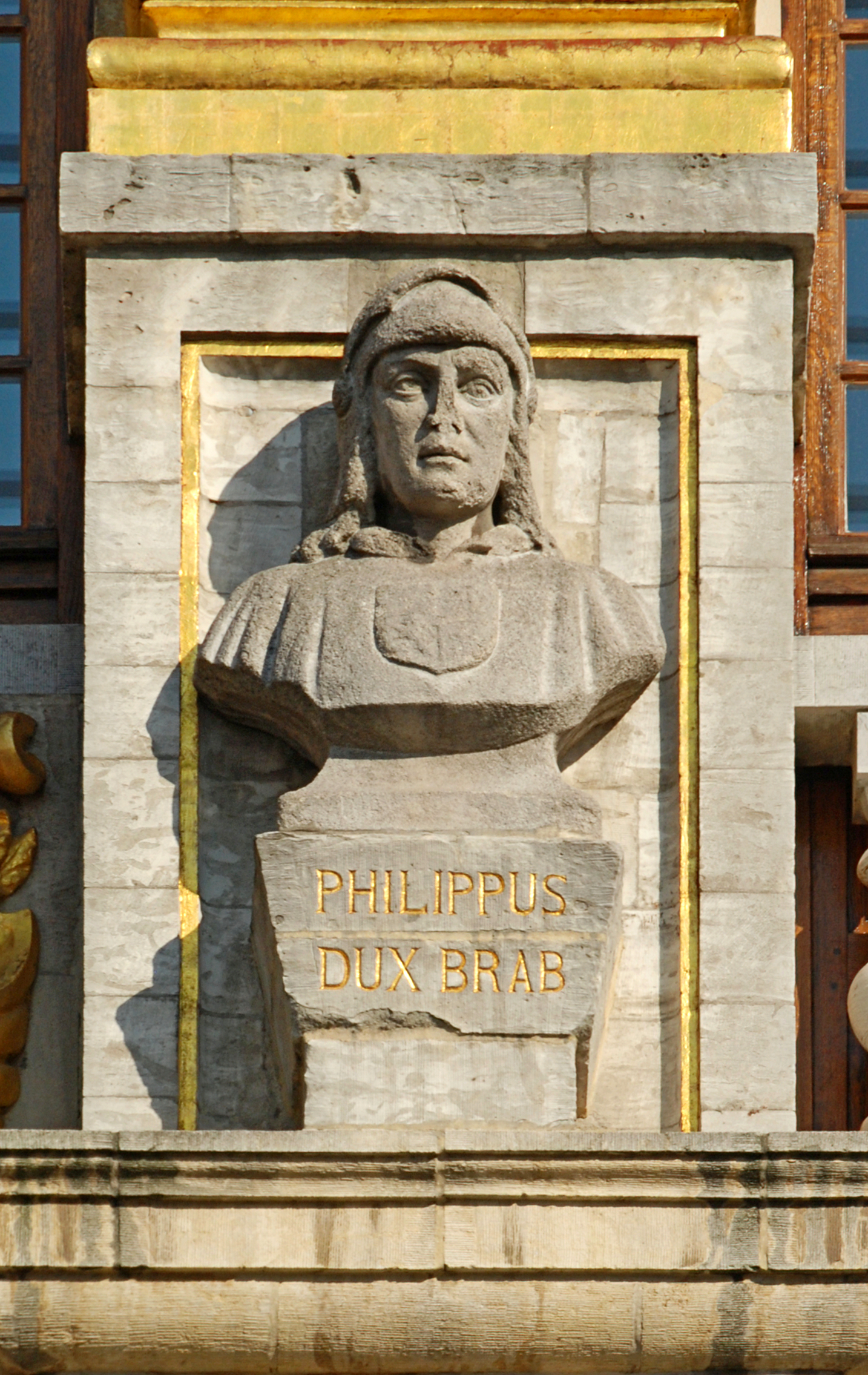
Philippe Ier, duc de Brabant, Maison des Ducs de Brabant, Grand-Place de Bruxelles.

## Biographie

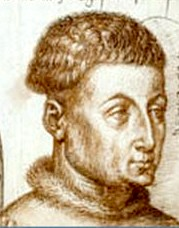
Philippe de Saint-Pol par Antoine de Succa.

Il combat en 1417 avec Jean sans Peur, son oncle, contre les Armagnacs et, après la prise de Paris par les Bourguignons, est désigné capitaine de Paris, c'est-à-dire gouverneur militaire de la ville pour son oncle. Il entre dans Bruxelles en 1421 en qualité de régent des États de Brabant après la fuite du duc Jean IV, son frère. Il favorise alors la révolte des métiers de cette ville au détriment des Lignages de Bruxelles. En 1425, il participe au conflit qui oppose son frère à sa belle-sœur Jacqueline, comtesse de Hainaut et de Hollande.
Il était sur le point de se rendre en Terre sainte combattre les Musulmans lorsque son frère mourut, lui laissant la couronne des duchés de Brabant et de Limbourg. Il prévoyait d'épouser Yolande d'Anjou, fille de Louis II, duc d'Anjou, et de Yolande d'Aragon, mais mourut en 1430, âgé de vingt-six ans. Philippe de Saint-Pol fut inhumé auprès de son père et de son frère ainé dans l'église Saint-Jean-l'Évangéliste de Tervueren près de Bruxelles. Yolande épousa par la suite le duc François Ier de Bretagne.

## Mariage et descendance

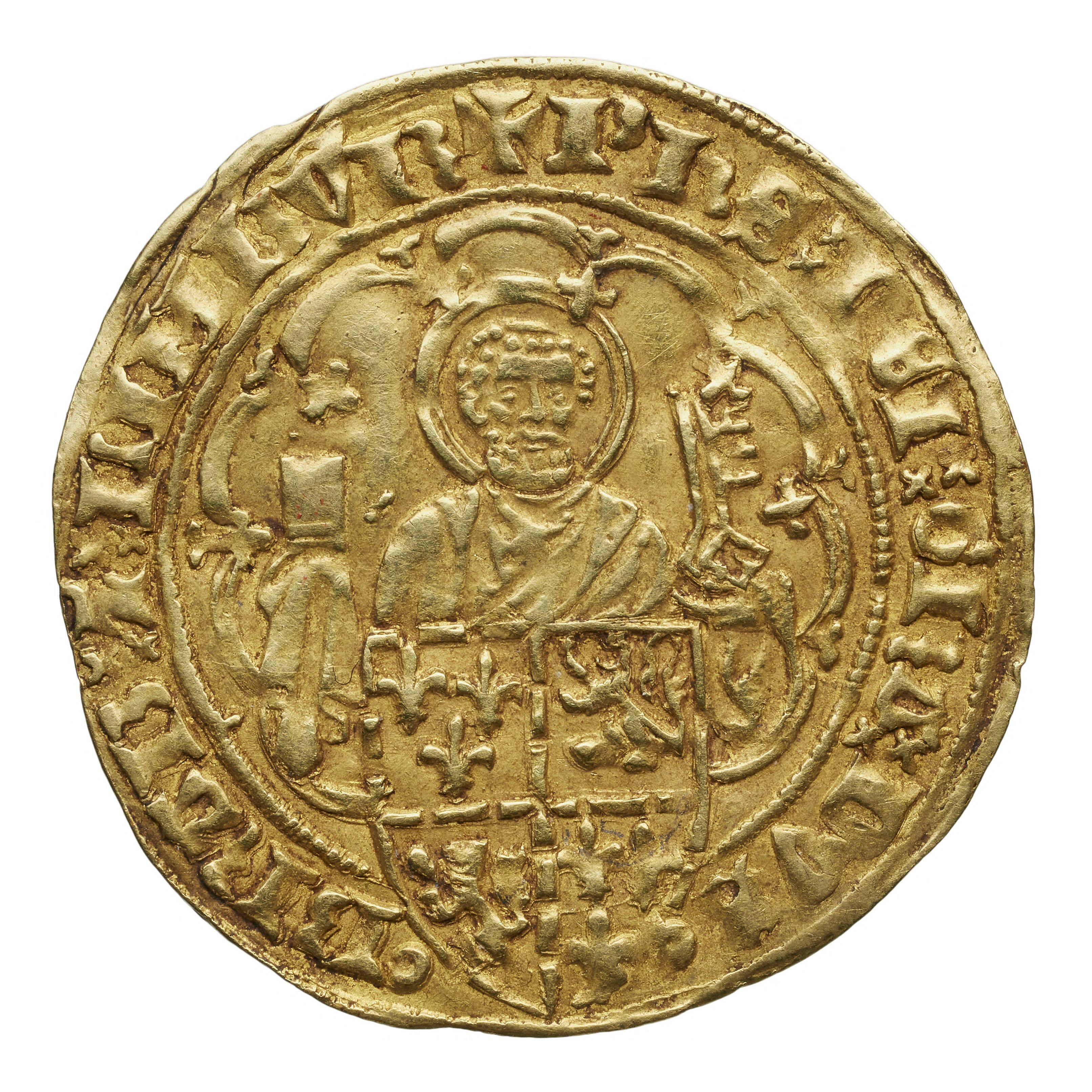
Pièce de monnaie à l'effigie de Philippe de Saint-Pol, Paris, Bibliothèque nationale de France.

Il avait eu cinq enfants de Barbara Fierens :
- Antoine, bâtard de Brabant, mort à Hemiksem en 1498
- Philippe, baron de Cruybeke, mort en 1465, marié en 1463 avec Anne de Baenst († 1485)
- Jean, bâtard de Brabant, évêque de Soissons, mort en 1495
- Guillaume, bâtard de Brabant
- Isabelle, bâtarde de Brabant, mariée à Philippe de Vieville